# Fernando Z. Maldonado
Fernando Zenaido Maldonado Rivera (Cárdenas, San Luis Potosí, 20 de agosto de 1917 - Cuernavaca, 23 de marzo de 1996), conocido como Fernando Z. Maldonado y firmante, en composiciones extranjeras, con el seudónimo Fred McDonald, fue un compositor mexicano, célebre por sus canciones de estilo ranchero, de las que destaca el clásico Volver volver (interpretado, en la versión más reconocida, por Vicente Fernández) y por sus boleros rancheros, muchos de los cuales fueron grandes éxitos en la voz de Javier Solís. El más famoso de ellos fue Payaso, un clásico de la canción mexicana. Compuso otros grandes temas que también inmortalizó Javier Solís, como Me está doliendo su ausencia, Lloraremos los dos, Qué va, Todo acabó y Confianza Su primera esposa fue la compositora María Luisa Basurto, conocida como Maria Alma. Se casaron en 1942 y tuvieron dos hijas María Alma y María Mirza. El compositor y su segunda esposa, Eglantina Covarrubias Villarreal, fallecieron en un asalto a su domicilio en Cuernavaca, en 1996.

## Biografía
Fernando Zenaido Maldonado Rivera nació el 20 de agosto de 1917, en Cárdenas, en el estado de San Luis Potosí. Era hijo de Moisés Maldonado Rivera y de Catarina Rivera.
Desde su infancia se interesó en la música y la composición. A los siete años de edad, compuso el vals Catarina, dedicado a su madre. También estudió flautín, piano y armónico bajo la maestría de su tío Evodio Rivera Torres y su abuelo Tristán Rivera, también músicos.
Con el paso del tiempo, sobresalió como buen estudiante y músico ejecutante en San Luis Potosí. Luego, viajó a Monterrey, Nuevo León, donde integró un conjunto musical; fue en esa ciudad donde se desenvolvió profesionalmente en el ámbito musical e incursionó en los espectáculos y en la radio.
En 1942, contrajo matrimonio con la compositora María Luisa Basurto, conocida como María Alma, creadora de populares canciones como Compréndeme, Tuya soy (tema de la película La mujer sin alma, protagonizada por María Félix), Perdí el corazón y otras más.
En 1945, llegó a la Ciudad de México con el propósito de ingresar al elenco artístico de la XEW; consiguió entrevistarse con su entonces propietario, Emilio Azcárraga Vidaurreta, quien, después de escucharlo, le dio la oportunidad de participar en los programas como pianista, compositor o arreglista. Todo eso se daba en la Época de Oro de la Radio, cuando los autores, pianistas y compositores eran Agustín Lara, Gabriel Ruiz Galindo, Gonzalo Curiel, Alberto Domínguez y muchos más.[cita requerida]
Entre los intérpretes que inicialmente alcanzaron la fama con sus canciones, estuvieron Genaro Salinas, que hizo impacto popular con Corazón dormido. Después vinieron: Qué fácil, con el tenor Julio Flores, y Momento divino, con Lupita Palomera, todas de gran fama.
Amor de la calle y Voy gritando por la calle fueron boleros de gran impacto; el primero, en la voz de Fernando Fernández, alcanzó gran popularidad: recibió el Premio de la Mejor Canción de 1950 y fue llevada al cine con gran éxito, con la película del mismo nombre, para, después, ser grabada por varios intérpretes, entre ellos, el Trío Los Panchos. Voy gritando por la calle fue gran éxito de los Hermanos Martínez Gil y Vicente Fernández, entre otros.
Como director artístico y arreglista hizo notables éxitos como Mi cafetal, porro venezolano con las Hermanas Lima; luego, las reconocidas cumbias colombianas en versiones instrumentales y grupos como Carmen Rivero, con Linda Vera, poniendo de moda La pollera colorá.[cita requerida]
El lanzamiento de Sonia López, La Chamaca de Oro, con la Sonora Santanera, hizo éxito su composición y arreglo de Ya no vuelvas conmigo; Chelo Silva y posteriormente Paquita la del Barrio tuvieron gran éxito con Amor venturero. Aunque, sin duda, la composición que más logros y repercusión ha tenido de su amplio repertorio es Volver, Volver, grabada por intérpretes de diversos países, tales como Chavela Vargas, Luis Miguel, Lucero, Camilo Sesto, Rocío Jurado, Raphael, María Dolores Pradera, Lindomar, Ray Conniff, Linda Ronstadt, y, en la versión más reconocida, Vicente Fernández. La canción pasó, así, de ser un emblema mexicano a una interpretación de nivel internacional.[cita requerida]
También trabajó como arreglista y director artístico con Las Hermanas Huerta (Luz Huerta y Aurora Huerta), el Trío Los Panchos, La Prieta Linda, Fernando Fernández, Enrique Guzmán, Andy Russell, Gerardo Reyes, Jorge Valente y Javier Solís, para el cual escribió varios temas, tales como Payaso y Qué va, entre otros.[cita requerida]
En 1973 fue considerado por segunda ocasión como el compositor del año con su canción Volver, volver.
En las décadas posteriores de 1980 y 1990, siguió componiendo, tocando el piano y dirigiendo la orquesta, hasta avanzada edad.
Son innumerables los homenajes, trofeos y reconocimientos que tuvo por su trayectoria artística como compositor, pianista, arreglista y director de orquesta.
Falleció el 23 de marzo de 1996, en la ciudad de Cuernavaca, en el estado de Morelos, México.

## Fred McDonald
En 1950, su fama se acrecentó internacionalmente al ingresar como director artístico en la fonográfica Musart, donde dirigió a notables cantantes de esa compañía y grabó profesionalmente como pianista en la época en que ganaban popularidad Consuelo Velázquez y Beatriz Murillo. Por cuanto tenía un contrato como pianista con el nombre Fernando Z. Maldonado, y en consideración de que las máximas ventas las tenían los artistas estadounidenses, se vio en la necesidad de recurrir al seudónimo Fred McDonald, firmando un contrato con la compañía CBS como arreglista, director musical, pianista y compositor. Así dio inicio a otra etapa de su carrera al grabar música diversa, naciendo otros estilos dentro de la misma personalidad del compositor potosino, como El Piano Mágico, El Romántico, El Arrabalero, El Piano con Mariachi. Con esta segunda identidad musical, grabó 32 discos LP.[cita requerida]

## Lista de canciones (parcial)
- Amor de la Calle
- Amor libre
- Amor prestado
- Amorcito ven
- Amoroso
- Angustia de un amor
- Apasionado
- Aquel buen maestro
- Ay amor
- Ay cosita
- Bailemos con Soraida
- Bailen conmigo
- Bajo el cielo de Cuernavaca
- Basta
- Buena
- Buscando tus ojos
- Calaña de playa del amor
- Calladamente
- Calumnia
- Camino al cielo
- Can can zeta
- Canta vida
- Cantaré una cumbia
- Carcachita la MF
- Cargando con mi cruz
- Cariño travieso
- Cariño tropical
- Chavelita (dedicada a Chavela Vargas)
- Ciega
- Como tú lo pediste
- Concierto de primavera
- Confianza
- Confusión
- Convenenciera
- Corazón corazón
- Corazón dormido
- Corazón no sufras tanto
- Cuando dos almas
- Cuando llegaste tú
- Cuando te quieras ir
- Cuando tú regreses
- Cumbia del mar
- Cumbia española
- Dale de mi parte un beso a tu vida
- Dale y dale
- Dame un abrazo
- Déjame
- Desconcierto
- Desierto en el alma
- Detrás de la puerta
- Doña Prudencia
- Dónde andará ese cariño
- Dónde iré
- Dos almas fuera del mundo
- Dulce romance
- El abuelo y el niño
- El amargado
- El amor en broma
- El burrito Filemón
- El duende
- El gran moyocoyo
- El suplente
- El tema de vera
- En la revancha
- En un campamento gitano
- Encantada de ti
- Encrucijada
- Encuentro
- Entrega
- Equivocadamente
- Eres todo para mí
- Es imposible
- Es imposible que deje de amarte
- Es inútil negar
- Es la aventura
- Esa es la verdad
- Ese amor ese amor
- Ese es el amor
- Eso
- Eso eres amor
- Eso es mi amor por ti
- Eso fuiste
- Esta incertidumbre
- Estás insoportable
- Este amor ya me pegó
- Estoy enamorado
- Fragilidad
- Furia
- Gane
- Girando sobre la luna
- Gozándote
- Gozar y gozar
- Gran reportaje
- Grito
- Haz de mí lo que quieras
- Hermoso cariño
- Hice un alto en mi camino
- Hija de nadie
- Hoy sí me va a doler
- Intrigante
- Jesús Córdoba
- Juguete de amor
- La atrabancada
- La carcachita
- La crisis
- La descarada
- La hija de nadie
- La trampa
- Las dos alegrías
- Las golfas
- Lazos de sangre
- Lección de amor
- Lindo casquilleo
- Llamada a larga distancia
- Llegamos a México
- Lloraremos los dos
- Los dos
- Lluvia de besos
- Lo quiero todo
- Los dos
- Los dos fuimos canción
- Los hombres no deben llorar
- Los limoneros
- Lueguito lueguito
- Luna de miel
- Maldición
- Martirio
- Más daño que placer
- Me está doliendo su ausencia
- Me estás acabando
- Me pones muy nervioso
- Me quieres tú
- Te quiero yo
- Medley rancheras
- Mejor así
- México hermoso
- México 68
- México 70
- Mi adoración
- Mil fronteras
- Mi paloma consentida
- Mi suplente
- Mi único amor
- Mi vida
- No sé no sé por qué
- No será un año más
- No sigas llorando
- No te preocupes más
- Olivia Perla
- Para qué
- Para qué quiero más
- Pas come les autres
- Payaso
- Pecador arrepentido
- Perdón de la hija de nadie
- Perdóname
- Por desgracia
- Por el rumbo aquel
- Por qué me regañas
- Porque no estás
- Porque te quise tanto
- Pura vacilada
- ¡Qué bien!
- ¡Qué bonito!
- ¡Qué va!
- Recordándote
- Tan extraño amor
- Te amo te quiero y te adoro
- Te equivocaste mi amor
- Te esperaba
- Te olvidaré te olvidaré
- Te quedaste adentro
- Te quiero mi amor así
- Te quiero ver
- Te seguiré te seguiré
- Te vengo a dar mañanitas
- Tema para Eglantina
- Tema para soñar
- Temor
- Tiempo perdido
- Tiernamente
- Todo acabó
- Todo me salió mal
- Todo vive aquí
- Tonto
- Triste final
- Tu amor se devaluó
- Tú necesitas mi amor
- Tu problema
- Un amor especial
- Un minuto de amor
- Un rompecabezas
- Un sueño sin final
- Una descarada
- Vámonos para la luna, Irene
- Vamos a bailar, mi amor
- Vamos a Cancún
- Vamos a Cárdenas
- Vamos a Tampico
- Vergüenza
- Vil embustero
- Viviremos un romance
- Volver, volver
- Voy gritando por la calle
- Ya deja el comentario
- Ya deja ese cariño
- Ya estoy creyendo en ti
- Ya lo ves
- Ya me estoy muriendo
- Ya no puedo más
- Ya no quiero amor
- Ya no tengo lágrimas
- Ya no vuelvas conmigo
- Ya pasó
- Ya que empieza este amor
- Yo estoy enamorado

## Familia y fallecimiento
Fue su primera esposa la compositora María Luisa Basurto (San Luis Potosí, 1915-1955), conocida como María Alma. Se casaron en 1942. Tuvieron dos hijas: María Alma y María Mirza. Esta última, con el nombre artístico Myrza, es intérprete de canción ranchera. Y su bisnieta, Fernanda González Herrera, es pianista. El compositor y su segunda esposa, Eglantina Covarrubias Villarreal, fallecieron en 1996, en un asalto a su domicilio en Cuernavaca, en 1996.